# シエラレオネの世界遺産
シエラレオネの世界遺産 （シエラレオネのせかいいさん）はユネスコの世界遺産リストに登録されているシエラレオネ国内の文化・自然遺産である。シエラレオネの世界遺産条約批准は2005年のことであった。

## 文化遺産
なし

## 自然遺産
- ゴラとティワイの保護区群 - （2025年）

## 複合遺産
なし

## 暫定リスト
世界遺産の暫定リストには、以下の4件が掲載されている（いずれも2012年記載）。
- ウェスタン・エリア・ペニンシュラ国立公園（Western Area Peninsula National Park）
- 旧フォーラー・ベイ・カレッジの建造物（Old Fourah Bay College Building）
- バンス島（Bunce Island）
- 旧王族の庭への入り口（The Gateway to the Old King’s Yards）